# Giuseppe Mazzoli
Giuseppe Mazzoli (* 22. November 1886 in Fabriano, Provinz Ancona; † 8. Dezember 1945) war ein italienischer Geistlicher, römisch-katholischer Erzbischof und Diplomat des Heiligen Stuhls.

## Leben
Giuseppe Mazzoli empfing am 9. Juli 1911 das Sakrament der Priesterweihe.
Am 15. Dezember 1934 ernannte ihn Papst Pius XI. zum Titularerzbischof von Germa in Hellesponto und bestellte ihn zum Apostolischen Nuntius in Bulgarien. Der Apostolische Delegat in Ägypten, Erzbischof Gustavo Testa, spendete ihm am 19. März desselben Jahres die Bischofsweihe; Mitkonsekratoren waren der Apostolische Vikar von Ägypten, Igino Nuti OFM, und der Weihbischof in Jerusalem, Franz Fellinger.